# Ovidiu Hoban
Ovidiu Ștefan Hoban (* 27. prosince 1982 Baia Mare) je rumunský profesionální fotbalista, který hraje na pozici defensivního záložníka za rumunský klub CFR Kluž. Mezi lety 2013 a 2017 odehrál také 30 utkání v dresu rumunské reprezentace, ve kterých vstřelil 1 branku.
Mimo Rumunsko působil na klubové úrovni v Německu a Izraeli.

## Klubová kariéra
- FK Clausen 2003–2004
- FC Universitatea Craiova 2004–2005
- FC Oradea 2005
- CS Gaz Metan Mediaș 2005–2011
- FC Universitatea Cluj 2012
- FC Petrolul Ploiești 2012–2014
- Hapoel Be'er Sheva FC 2014–

## Reprezentační kariéra
V A-mužstvu Rumunska debutoval 4. 6. 2013 v přátelském zápase v Bukurešti proti reprezentaci Trinidadu a Tobaga (výhra 4:0).

Trenér rumunského národního týmu Anghel Iordănescu jej vzal na EURO 2016 ve Francii. Rumuni obsadili se ziskem jediného bodu poslední čtvrté místo v základní skupině A.

## Úspěchy

### Klubové

#### FC Petrolul Ploiești
- 1× vítěz Cupa României (2012/13)[4]

#### Hapoel Be'er Sheva
- 1× vítěz izraelské nejvyšší ligy (2015/16)[4]
- 1× vítěz izraelského Superpoháru (2016)